# Басейн Терека
Басейн Терека — водозбір річки Терек, загальною площею 43,2 тис. км². Поширюється на території Грузії та Росії.

## Характеристика
Середньобагаторічний стік — 11,2 км³, середня витрата води в гирлі — 360 м³/с. Середня каламутність води — 1,8 кг/м³, середньобагаторічний стік намулу у верхів'ї дельти — 16,3 млн т на рік. Основні притоки Терека: Ардон, Гізельдон, Малка, Урух — ліві та Сунжа — права. При впадінні в Каспійське море формується широка дельта, площею понад 8 тис. км², гідрографічна мережа якої мінлива — часто відбуваються прориви річищ та дамб, внаслідок чого утворюються болота й озера. В останні століття дельта зазнавала суттєвих змін, її рукави почергово впадали в Астраханську та Кизлярську затоки. Щорічно річками басейну виноситься до Каспійського моря від дев'яти до двадцяти шести мільйонів тонн суспензії, що пояснюється глинистістю берегів річок.
У верхів'ї Терек має гірський характер — витік розташовується на висоті понад 2 700 м над рівнем моря. Починаючи від Владикавказа, проходить по передгірній рівнині. В пониззі береги ще знижуються, часто заболочуються. Довжина ріки — 623 км. Протікає через Грузію, Північну Осетію, Кабардино-Балкарію, Ставропольський край, Чечню, Дагестан та Астраханську область.
Терек практично не замерзає, льодостав спостерігається лише в суворі зими. У верхній течії клімат суворий, береги кам'янисті, порослі мохом та лишайниками. Нижче, де живлення змінюється на підземне, рослинність змінюється — проростають хвойні та листяні ліси. На рівнині річка протікає по степовій місцевості, що, ближче до гирла, переходить у напівпустелю. У Прикаспійській низовині утворюються заплавні трав'янисті та солончакові луки.
Живлення змішане: снігове та льодяникове (44 %), підземне (37 %), дощове (19 %). На літню пору припадає понад 50 % річного стоку води.

## Господарське використання
Води річок басейну використовуються для зрошення земель, виробництва електроенергії, рибальства. Зустрічаються цінні породи риб: судак, сом, форель, сазан та лосось. Верхів'я Терека має рекреаційне значення. В басейні лежать міста Владикавказ, Беслан, Терек, Майський, Моздок, Кизляр. Велика кількість міст на берегах має негативний вплив на екологічний стан річок.